# 文化相對論
文化相對論（英語：cultural relativism）是由德國裔美國人人類學家法蘭茲·鮑亞士所提出的一種觀點與態度。其內容主張某一個文化的行為，不應該藉由其他的文化觀點來判斷；只有從該文化本身的標準及價值出發，才能夠了解該文化。

## 概要
文化相對論是對我族中心主義的反動，認為文化並無優劣好壞。鮑亞士將文化相對論用作人類學田野調查工作的方法論工具，以強調使用客觀角度精確紀錄文化現象，以及在分析資料時具有啟發性的論調，影響其學生例如露絲·潘乃德（Ruth Benedict）、瑪格麗特·米德（Margaret Mead）等人的研究方式，並奠定人類學研究方法論的基本原則。而文化相對論主張平等尊重多樣性文化的存在，普遍受到肯定，並常由其他理論所援引，例如文化權的保存意識、道德相對論等。

## 質疑
在人類學以外的部分，文化相對論的主張也受到了挑戰，尤其是在人權方面。由於在強調普世價值的當代，人權提倡了一種正義與道德的領域，這是超越而且優於特定國家、文化與宗教，並且是不可剝奪以及具有國際性質的。在一些特定的文化現象當中，諸如割禮、父權主義、恐怖主義、奴隸制度、極端集體主義等方面，是與人權觀念有所衝突的，也連帶使得文化相對論的觀點，因此受到了挑戰與批判。